# Nesselwang
Nesselwang est un bourg (Markt) allemand de Bavière située dans la circonscription de la Souabe.